# حياة روكو الحديثة
حياة روكو الحديثة هو مسلسل رسوم متحركة أميركي من إنتاج جو موراي لصالح نيكلوديون. يروي المسلسل قصة حياة حيوان ولب مهاجر من أستراليا يدعى روكو وكذلك أصدقائه: هيفر الحصان الشره، وفيلبرت السلحفاة العصبية، سبانكي الكلب الوفي. وتدور الأحداث في بلدة خيالية تدعى أو تاون، وتكثر فيه كوميديا البالغين، بما في ذلك التوريات والتلميحات الجنسية، والتعليقات الاجتماعية الساخرة.
أنتج موراي شخصية العنوان نشرها في مسلسل قصص مصورة في أواخر الثمانينات لكنها لم تر النور، ووافق على مضض أن يعرضها على نيكلوديون، والذين كانوا يبحثون عن رسامي كرتون ذوي طبع حاد في قناة نيكتونز الجديدة. منحت شبكة الموظفين قدرا كبيرا من الحرية الإبداعية، واستهدف الكتاب جمهور الأطفال والبالغين على حد سواء. عرضت أول حلقة في 18 سبتمبر 1993 وانتهى في 24 نوفمبر 1996، في ما بلغ مجموعه أربعة مواسم و 52 حلقة.
يحسب للمسلسل أنه أطلق مسيرة عدد من الممثلين الصوتيين، بما في ذلك توم كيني وكارلوس ألازراكوي. اجتمع العديد من الموظفين مجددا بعد إلغاء البرنامج للعمل على سبونج بوب سكوير بانتس، من تأليف المنتج ستيفن هيلنبرغ.

## وصلات خارجية
- حياة روكو الحديثة على موقع IMDb (الإنجليزية)
- حياة روكو الحديثة على موقع روتن توميتوز (الإنجليزية)
- حياة روكو الحديثة على موقع فيلمافينيتي (الإسبانية)
- حياة روكو الحديثة على موقع كينوبويسك (الروسية)
- حياة روكو الحديثة على موقع ألو سيني (الفرنسية)
- حياة روكو الحديثة على موقع قاعدة بيانات الفيلم (الإنجليزية)